# Чорний телефон
«Чорний телефон» (англ. The Black Phone) — художній фільм режисера Скотта Дерріксона. Екранізація однойменного оповідання Джо Гілла 2004 року. У головних ролях Ітан Гоук, Джеремі Девіс, Джеймс Ренсон та Мейсон Темз.
Фінні Блейк, сором'язливий, але розумний 13-річний хлопчик викрадений серійним убивцею, який замикає його у звуконепроникному підвалі. Фінні Блейк знаходить відключений телефон, який здатний передавати голоси попередніх жертв убивці, які намагаються допомогти йому втекти.
Світова прем'єра фільму відбулася на фестивалі Fantastic Fest 25 вересня 2021, у широкий кінопрокат фільм вийшов 28 січня 2022 року.

## Сюжет
У 1978 році в Денвері школяр Брюс Ямада зникає після того, як побачив чорний фургон. Згодом хлопчик Фінні з сестрою Гвен згадують чутку, що в місті є злочинець на прізвисько Хапач, який викрадає тих, хто називає його. Гвен не вірить у цю історію, на відміну від Фінні, який відмовляється сказати слово «Хапач».
Фінні живе з сестрою Гвен і жорстоким батьком-алкоголіком Терренсом. У школі він ховається від хуліганів, які називають його «педиком». Його однокласник Робін, який нещодавно побив відомого хулігана, заступається за Фінні, але каже, коли колись йому доведеться постояти за себе самотужки. Натомість Робін просить аби Фінні допоміг йому з уроками.
Детективи розпитують школярів у Денвері про зникнення дітей. Вони дізнаються, що Гвен снився Брюс і чорні кульки. Оскільки лише поліцейські знають, що Хапач лишає кульки на місці злочинів, вони підозрюють, що Гвен замовчує правду. Наступного дня батько б'є Гвен за розмову з детективами. Фінні не наважується втрутитися. Потім його та сестру б'ють хулігани, а Робін не приходить на допомогу. Однокласниця Донна проте прихильно ставиться до Фінні. Дорогою зі школи Фінні зустрічає дивного чоловіка. Той хапає хлопчика та кидає в фургон з чорними кульками.
Фінні отямлюється в звукоізольованому підвалі. Викрадач у масці каже, що не вб'є хлопчика та навіть вдає доброзичливість. Несподівано вимкнений чорний телефон в іншій кімнаті починає дзвонити і Хапач іде дізнатися в чому справа. Пізніше Фінні знову чує дзвінок і бере слухавку. Привид Брюса розповідає Фінні про плитку на підлозі, яку можна підняти щоб вирити тунель і втекти.
Пошуки Фінні тривають безуспішно. Час від часу Хапач приносить Фінні їжу та одного разу залишає двері незамкненими. Фінні відчуває спокусу втекти, але на чорний телефон дзвонить інша жертва викрадача — Біллі, який пояснює, що це гра Хапача: якщо хлопчик вийде, то Хапач його безжально битиме. Біллі радить скористатися шнуром від килима, аби вибратися через вікно підвалу. Але ґрати на вікні, за які можна було б зачепити шнур, ламаються. Гвен молиться Богу, щоб знайти Фінні. Пізніше вона бачить сни про викрадених дітей.
Детектив Макс з'ясовує, що Хапач живе десь біля школи. З усіх зникнень проте вибивається зникнення Робіна. Поліцейські Райт і Міллер розмовляють з ексцентричним чоловіком на ім'я Макс, який живе з братом біля школи. Виявляється, що Фінні утримується в підвалі Макса, чиїм братом і є Хапач. Фінні розмовляє по телефону з іншою жертвою, Гриффіном. Той повідомляє Фінні, що Хапач у цей час заснув, лишивши двері відчиненими. Гриффін пригадує код від дверей будинку, Фінні вибирається з підвалу, але собака Хапача будить зловмисника. Хапач наздоганяє хлопчика на фургоні та кидає назад до підвалу. Гвен звертається до Бога, висловлюючи невдоволення нечіткістю своїх віщих снів.
Фінні чує голос іншої жертви, хулігана на ім'я Венс, який знущається з Фінна, але вирішує допомогти, сказавши, що стіну в підвалі можна проламати. Дотримуючись вказівок Венса, Фінні проникає на склад, звідки немає виходу. Телефон дзвонить ще раз, привид Робіна втішає Фінні та закликає боротися. Він радить використати слухавку телефона як булаву та вчить як нею битися.
Гвен бачить у сні будинок Хапача та повідомляє про це Райту з Міллером. Макс розуміє, що Фінні утримується в будинку, і сам кидається в підвал, щоб звільнити його, але його брат вбиває детектива сокирою. Поліція поспішає до будинку, вказаного Гвен. Неподалік виявляються закопані тіла викрадених дітей. Хапач хоче вбити Фінні сокирою, але хлопчик змушує його перечепитися через ґрати й душить телефонним дротом. Привиди телефонують і глузують з Хапача.
Відволікши собаку м'ясом з морозилки, Фінні відкриває замок і виходить з будинку, оточеного поліцією. Він обнімається з Гвен, а батько просить вибачення в них за колишню жорстокість. У школі Фінні зустрічають як героя. Впевнений, він сідає поруч із Донною та каже «клич мене Фінн».

## У ролях
- Мейсон Темз — Фінні Блейк
- Ітан Гоук — Хапач, викрадач
- Джеремі Девіс — Терренс Блейк
- Джеймс Ренсон — Макс
- Мадлен Макгроу — Гвен
- Бреді Гепнер — Венс Гоппер, хуліган

## Виробництво
Скотт Дерріксон задумав зняти цей фільм ще під час роботи над проектом Marvel Studios «Доктор Стрендж: У мультивсесвіті божевілля». Спочатку Дерріксон припускав запросити на посаду режисера когось іншого, але незабаром він пішов з Marvel через творчі розбіжності і сам очолив проект.
У жовтні 2020 року стало відомо, що Дерріксон виступить режисером адаптації розповіді Джо Хілла «Чорний телефон» для кінокомпанії Blumhouse Productions, сценаристами фільму стануть Дерріксон і Крістофер Каргілл, а Мейсон Темз і Мадлен Макгроу зіграють головні ролі У січні 2021 року стало відомо, що Джеремі Девіс та Ітан Гоук виконають у фільмі невідомі ролі Зйомки фільму під робочою назвою Static розпочалися 9 лютого 2021 року у Вілмінгтоні, і в округах Нью-Ханновер, Брансвік та Колумбус. У березні Джеймс Ренсон приєднався до акторського складу фільму, зйомки якого завершилися 27 березня.

## Маркетинг
Маркетингова кампанія Universal Pictures розпочалася 25 серпня 2021 року, коли на CinemaCon було випущено трейлер до фільму. У своїй рецензії Variety назвав трейлер «страшнішим, ніж дельта-варіант COVID-19», Дерріксон «повністю вписався у свою зону комфорту після відходу з малобюджетних жахів», і пише, що поєднання у фільмі «немислимих злочинів» і «паранормальних елементів» може стати «наступною можливою франшизою для Universal та Blumhouse». Screen Rant зазначив, що реакція глядачів на трейлер була «інтенсивною».

## Випуск
Світова прем'єра фільму відбулася на фестивалі Fantastic Fest 25 вересня 2021.
«Чорний телефон» вийшов у кінопрокат 28 січня 2022.

## Сприйняття
Після прем'єри фільму на фестивалі Fantastic Fest, Screen Rant повідомив, що відгуки на фільм були загалом позитивними, з критикою за повторюваність сцен і «кількість страшилок», але з похвалою за вірність вихідному матеріалу, режисуру Дерріксона та гру Хоука. На сайті Rotten Tomatoes, який класифікує відгуки тільки як позитивні чи негативні, 83 % відгуків позитивні, із середньою оцінкою 7/10.
«Чорний телефон» — це «темне нагадування» про те, як часто суспільство відвертає погляд від домашнього насильства. Хапач попри відсутність містичності в своєму образі, лишається загадковим: він нагадує Фіннового батька, а його маска прикриває то низ, то верх обличчя, але ніколи не видно обличчя лиходія повністю. Екранізація оповідання Джо Гілла показує побудову довіри між дітьми, які опиняються в похмурій пригоді без допомоги дорослих у атмосфері ностальгії.
Білдж Ебірі з «Vulture» відгукнувся, що фільм має нереалізований потенціал і відчувається так, ніби йому не вистачає другого акту. Можна було очікувати, що розмови Фінні з привидами будуть більш емоційними, та цього не стається. Присутність Джеймса Рансона «відносно короткочасна та безглузда». В цілому «Чорний телефон» виглядає саме як екранізація оповідання, яку можна розширити, але акторська гра компенсує недостатність сюжетного наповнення.
На думку Кейті Райф із «Polygon», «Чорний телефон», який нагадує про реальні злочини 70-х, має вдалі моторошні елементи та відчуття безпорадності, з якого Фінні шукає вихід завдяки привидам попередніх жертв Хапача. Та фільм псують відступи від центральної сюжетної лінії та одноразові сцени, що ніяк не характеризують персонажів додатково.